# Dead Mount Death Play
Dead Mount Death Play (tiếng Nhật: デッドマウント・デスプレイ, phiên âm romaji: Deddomaunto Desupurei) là một truyện tranh Nhật Bản được viết bởi Ryohgo Narita và minh họa bởi Shinta Fujimoto. Bộ truyện đã được đăng tải lần đầu tiên trên tạp chí Young Gangan do nhà xuất bản Square Enix phát hành vào tháng 10 năm 2017. Tính đến tháng 4 năm 2022, sê-ri đã tổng hợp được 9 tập truyện. Bản chuyển thể thành anime sẽ được sản xuất bởi Geek Toys và lên sóng truyền hình vào tháng 4 năm 2023.

## Sơ lược
Đây là một cuộc đọ sức trong nhiều thời đại khi người anh hùng huyền thoại đối đầu với tên gọi hồn thần chết, nhưng khi sự kiện lắng xuống, có điều gì đó không ổn... Trong những khoảnh khắc cuối cùng của cuộc đối đầu hoành tráng, phát súng cuối cùng của thần chết hoàn toàn bất ngờ - ma thuật tái sinh! Xuyên qua không gian và thời gian, một cậu bé tên Polka Shinoyama đã thức dậy với cảm giác... mình không còn là chính mình... Ai có thể ngờ rằng trận chiến đỉnh cao giữa thiện và ác lại diễn ra như thế này??

## Diễn viên
Polka Shinoyama (四乃山 ポルカ Shinoyama Poruka)
Lồng tiếng bởi: Yuki Sakakihara
Misaki Sakimiya (崎宮 ミサキ Sakimiya Misaki)
Lồng tiếng bởi: Inori Minase
Takumi Kuruya (繰屋 匠 Kuruya Takumi)
Lồng tiếng bởi: Yuma Uchida

## Sản xuất

### Manga
Bộ truyện được viết bởi Ryohgo Narita và do Shinta Fujimoto minh họa, sê-ri được ra mắt lần đầu tiên trên tạp chí Young Gangan vào ngày 20 tháng 10 năm 2017 do nhà xuất bản Square Enix phát hành. Tính đến tháng 4 năm 2022, bộ truyện đã có tổng cộng 9 tập tankōbon.
Yen Press cũng đã phát hành bản tiếng Anh song song với Nhật Bản.

#### Danh sách tập truyện
| # | Ngày phát hành tiếng Nhật | ISBN tiếng Nhật   |
| - | ------------------------- | ----------------- |
| 1 | 25 tháng 4 năm 2018       | 978-4-75-755700-0 |
| 2 | 24 tháng 11 năm 2018      | 978-4-75-755922-6 |
| 3 | 25 tháng 4 năm 2019       | 978-4-75-756103-8 |
| 4 | 25 tháng 11 năm 2019      | 978-4-75-756401-5 |
| 5 | 25 tháng 4 năm 2020       | 978-4-75-756623-1 |
| 6 | 25 tháng 11 năm 2020      | 978-4-75-756960-7 |
| 7 | 24 tháng 4 năm 2021       | 978-4-75-757214-0 |
| 8 | 25 tháng 11 năm 2021      | 978-4-75-757595-0 |
| 9 | 25 tháng 4 năm 2022       | 978-4-75-757891-3 |

### Anime
Chuyển thể anime truyền hình đã được xác nhận vào ngày 15 tháng 11 năm 2022. Bộ phim được sản xuất bởi Geek Toys và do Manabu Ono làm đạo diễn với sự chỉ đạo của Takuharu Oukuma, phó đạo diễn là Yoshiki Kitai và kịch bản bởi Ono, Yukie Sugawara và Yoriko Tomita, thiết kế nhân vật do Hisashi Abe phụ trách và F.M.F chịu trách âm nhạc. F.M.F bao gồm Yuuki Nara, Eba và Kana Utatane. Bộ anime dự kiến lên sóng vào tháng 4 năm 2022.

## Đánh giá
Rebecca Silverman, Amy McNulty và Teresa Navarro của Anime News Network đã khen ngợi tác phẩm nghệ thuật, cốt truyện và nhân vật, nhưng chỉ trích dịch vụ của người hâm mộ. Richard Gutierrez của The Fandom Post khen ngợi tiền đề và tác phẩm nghệ thuật, mặc dù anh cảm thấy cốt truyện quá phức tạp và khó hiểu.
Tại Next Manga Award 2020, bộ truyện đứng thứ 20 trong hạng mục truyện tranh in.